# 포르미가
미라이우지스 마시에우 모타(포르투갈어: Miraildes Maciel Mota, 1978년 3월 3일 ~ )는 흔히 포르미가(포르투갈어: Formiga)라는 이름으로 알려져 있는 브라질의 전직 여자 축구 선수로 현역 시절 포지션은 미드필더였다. 포르미가는 포르투갈어로 "개미"를 의미하며 남자 대표팀과 여자 대표팀을 통틀어 브라질 축구 역사상 국제 A매치 최다 출전자이다.

## 클럽 경력
사우바도르에서 태어난 포르미가는 브라질에서 여자들이 축구를 하는 것이 불법이었던 시대에 태어나서 12세 시절에 축구를 시작했다. 1993년에 상파울루에 합류하면서 데뷔한 포르미가는 미국에서 개최된 1994년 FIFA 월드컵에서 브라질 남자 축구 국가대표팀의 우승을 이끌었던 둥가를 자신의 경기 스타일에 가장 큰 영향을 끼친 선수로 여겼다. 그는 10대 시절에 포르투갈어로 "개미"라는 뜻을 가진 별명인 '포르미가'를 얻었는데 이는 개미들이 특정 집단에서 함께 일하는 방식을 동료 선수들에게 일깨워준 그의 이기적이지 않은 경기 스타일 때문이었다.
포르미가는 2004년부터 2005년까지 스웨덴 다말스벤스칸에 소속된 여자 축구 클럽인 말뫼 FF 담(현재의 FC 로셍오르드)에서 활약했고 자신의 모국인 브라질의 여자 축구 클럽인 산타이자베우, 사드 EC, 보투카투 FC 등에서 활약했다. 포르미가는 미국 캘리포니아주 샌타클라라를 연고로 하는 여자 축구 클럽인 FC 골드 프라이드가 선정한 2008 WPS 인터내셔널 드래프트에서 미국에서 새로 출범한 미국 여자 프로 축구(Women's Professional Soccer) 전체 1순위로 선정되었다. 포르미가는 2009 시즌에서 FC 골드 프라이드 16경기 가운데 15경기에서 선발 출전했다. 2010 시즌에서는 브라질 여자 축구 국가대표팀 동료인 크리스치아니와 함께 시카고 레드 스타즈에서 뛰었다.

## 국가대표 경력
포르미가는 17세 시절에 브라질 여자 축구 국가대표팀에 처음 합류했으며 스웨덴에서 개최된 1995년 FIFA 여자 월드컵에서 교체 선수로 출전했다. 미국 애틀랜타에서 개최된 1996년 하계 올림픽에서는 브라질 여자 축구 국가대표팀의 주전 선수로 활동했다. 또한 프레치냐와 함께 4차례의 하계 올림픽(2000년, 2004년, 2008년)에 출전했고 2004년 하계 올림픽, 2008년 하계 올림픽에서 은메달을 차지했다. 포르미가는 2012년 하계 올림픽, 2016년 하계 올림픽에도 출전하면서 6차례의 하계 올림픽에 출전한 유일한 축구 선수라는 기록을 세웠다. 또한 일본 도쿄에서 개최된 2020년 하계 올림픽에도 출전하면서 7차례의 올림픽에 참가한 최초의 여자 축구 선수가 되었다.
포르미가는 2019년 FIFA 여자 월드컵에 참가하면서 7회 연속으로 FIFA 여자 월드컵(1995년, 1999년, 2003년, 2007년, 2011년, 2015년, 2019년)에 참가하는 기록을 수립했는데 5회 연속으로 FIFA 월드컵에 참가했던 남자 축구 선수인 로타어 마테우스, 안토니오 카르바할, 라파엘 마르케스와 함께 기록을 공유한다. 브라질은 미국에서 개최된 1999년 FIFA 여자 월드컵에서 3위를 차지했고 중국에서 개최된 2007년 FIFA 여자 월드컵에서 준우승을 차지했다. 포르미가는 2015년 6월 9일에 열린 대한민국과의 조별 예선 경기에서 골을 기록하여 대회 최고령 득점자 기록을 세웠는데 당시 나이는 37세 3개월 6일이었다.
포르미가는 2003년, 2007년, 2015년 팬아메리칸 게임에서 금메달을 획득했으며 2011년 팬아메리칸 게임에서는 은메달을 획득했다. 포르미가는 브라질 리우데자네이루에서 열린 2016년 하계 올림픽을 끝으로 국가대표팀에서 은퇴했다가 나중에 번복했고 칠레에서 개최된 2018년 코파 아메리카 페메니나에서 브라질의 우승에 기여했다. 포르미가는 41세 시절에 프랑스에서 개최된 2019년 FIFA 여자 월드컵에 참가하여 대회 역사상 최고령 선수로 기록되었다. 2020년 12월 1일에 열린 에콰도르와의 경기에서는 자신의 국가대표팀 200경기 출전 기록을 수립했는데 브라질은 에콰도르에 8-0 승리를 기록했다.

## 수상

### 클럽
상파울루
- 코파 두 브라지우 지 푸치보우 페메니누 1회 우승 (1997)
- 캄페오나투 파울리스타 지 푸치보우 페메니누 1회 우승 (1997)

보투카투
- 캄페오나투 파울리스타 지 푸치보우 페메니누 1회 우승 (2008)

상조제
- 코파 리베르타도레스 페메니나 3회 우승 (2011, 2013, 2014)
- 코파 두 브라지우 지 푸치보우 페메니누 2회 우승 (2012, 2013)
- 캄페오나투 파울리스타 지 푸치보우 페메니누 3회 우승 (2012, 2014, 2015)
- 2014년 인터내셔널 위민스 클럽 챔피언십 우승

파리 생제르맹
- 디비지옹 1 페미닌 1회 우승 (2020-21)
- 쿠프 드 프랑스 페미닌 1회 우승 (2017-18)

### 국가대표
- 1995년 남미 여자 축구 선수권 대회 우승
- 1998년 남미 여자 축구 선수권 대회 우승
- 2003년 남미 여자 축구 선수권 대회 우승
- 2003년 팬아메리칸 게임 여자 축구 금메달
- 2004년 하계 올림픽 여자 축구 은메달
- 2007년 팬아메리칸 게임 여자 축구 금메달
- 2008년 하계 올림픽 여자 축구 은메달
- 2010년 남미 여자 축구 선수권 대회 우승
- 2011년 팬아메리칸 게임 여자 축구 은메달
- 2014년 코파 아메리카 페메니나 우승
- 2015년 팬아메리칸 게임 여자 축구 금메달
- 2018년 코파 아메리카 페메니나 우승

### 개인
- 2017-18 트로페 FFF 디비지옹 1 페미닌 올해의 팀 선정[18]